# 염지영 (배우)
염지영(2000년 7월 11일 ~ )은 대한민국의 모델이자 배우이다.

## 드라마
- 2024년 영화 《하이재킹》 ... 단역 - 문희 역
- 2024년 영화 《빅토리》 ... 상미 역